# Neal McDonough
Neal P. McDonough (sinh ngày 13 tháng 2 năm 1966) là một nam diễn viên người Mỹ. Anh được biết đến với các vai diễn trong series Band of Brothers (2001), Boomtown (2002–2003), Suits, Justified, Mob City, Desperate Housewives (2008–2009), và loạt phim thuộc Vũ trụ Điện ảnh Marvel.
Gần đây nhất, McDonough có một vai diễn nổi bật là Tổng thống Dwight Eisenhower trong mùa thứ mười của American Horror Story.

## Thời thơ ấu
McDonough sinh tại Dorchester, Massachusetts vào ngày 13 tháng 2 năm 1966, là con trai của Catherine và Frank McDonough, cả hai người đều là dân nhập cư từ Ireland sang Mỹ và làm nghề kinh doanh nhà nghỉ. McDonough lớn lên ở Barnstable, Massachusetts và là một tín đồ Công giáo sùng đạo. Biệt danh thời thơ ấu của anh là "Headster", bắt nguồn từ việc Neal thường bị anh trai mình trêu là "đầu to".
Neal tốt nghiệp trường trung học Barnstable, và theo học tại Đại học Syracuse, nơi anh lấy bằng Cử nhân Mỹ thuật vào năm 1988.

## Đời tư
Năm 2003, McDonough kết hôn với Ruvé Robertson, một người mẫu Nam Phi gốc Anh mà anh gặp khi quay phim Band of Brothers. Cặp đôi có tất cả năm người con: Morgan "Little Buck" Patrick (sinh năm 2005), Catherine Maggie (sinh năm 2007), London Jane (sinh năm 2010), Clover Elizabeth (sinh 2011), và James Hamilton (sinh năm 2014).
Vốn là một người Công Giáo vô cùng sùng đạo, Neal thẳng thắn tuyên bố rằng anh kiên quyết từ chối đóng những cảnh quan hệ tình dục hoặc hôn diễn viên khác để bảo vệ đức tin và cũng để dành sự tôn trọng cho vợ mình. Neal bộc bạch rằng anh từng bị sa thải khỏi loạt phim truyền hình Scoundrels chỉ vì từ chối thực hiện cảnh quay quan hệ tình dục.